# Nathaniel Niles (Politiker)
Nathaniel Niles (* 3. April 1741 in South Kingston, Kolonie Rhode Island; † 31. Oktober 1828 in Fairlee, Vermont) war ein US-amerikanischer Jurist und Politiker. Zwischen 1791 und 1795 vertrat er den zweiten Wahlbezirk des Bundesstaates Vermont im US-Repräsentantenhaus.

## Werdegang
Nathaniel Niles genoss eine sehr gute Ausbildung. Diese erhielt er zunächst am Harvard College, aus dem später die Harvard University hervorging, und dann bis 1766 am Princeton College, dem Vorläufer der Princeton University. Er studierte Jura, Medizin und Theologie und war zwischenzeitlich in New York als Lehrer beschäftigt. In den Städten Norwich und Torrington war er als Prediger tätig. In Norwich machte er sich auch durch die Erfindung einer Methode zur Drahtherstellung und durch die Errichtung einiger Mühlen einen Namen.
Nach der amerikanischen Revolution zog er nach Fairlee in Vermont. Im Jahr 1784 wurde er in das Repräsentantenhaus von Vermont gewählt. Dort wurde er Präsident des Hauses. Zwischen 1784 und 1788 war er Richter am Vermont Supreme Court. Im Jahr 1791 war er Delegierter auf einer Versammlung zur Überarbeitung der Verfassung Vermonts. Politisch schloss er sich der Opposition gegen die damalige Bundesregierung unter Präsident George Washington an und wurde später Mitglied der Demokratisch-Republikanischen Partei von Thomas Jefferson.
Nach dem offiziellen Eintritt des Staates Vermont in die Vereinigten Staaten wurde Niles im zweiten Distrikt dieses Staates in das US-Repräsentantenhaus gewählt, das damals noch in Philadelphia tagte. Nach einer Wiederwahl im Jahr 1792 konnte er bis zum 3. März 1795 im Kongress verbleiben. Im Anschluss an seine Zeit im Kongress war Niles von 1800 bis 1803 und nochmals zwischen 1812 und 1815 Abgeordneter im Repräsentantenhaus von Vermont. Zwischen 1803 und 1809 gehörte er dem Beraterstab des Gouverneurs an. In den Jahren 1804 und 1812 war er Präsidentschaftswahlmann seiner Partei für Thomas Jefferson und James Madison. 1814 war er nochmals Delegierter auf einer weiteren Versammlung zur Reformierung der Staatsverfassung. Danach zog sich Niles in den Ruhestand zurück. Er starb am 31. Oktober 1828 und wurde in West Fairlee beigesetzt.